# Моджахеди Афганістану
Афганські моджахеди (араб. مجاهد mujahiddin- захисник віри, що воює за релігію або за батьківщину) — члени нерегулярних збройних груп, мотивовані ісламською ідеологією, організовані в єдину повстанську силу в період громадянської війни в ДРА і Афганістані, воювали проти законного уряду Афганістану і Радянської Армії, у 1979—1992 роках.
Набиралися з 1979 року з місцевого населення з метою ведення збройної боротьби проти радянської військової присутності і афганських урядів Бабрака Кармаля і Наджибулли. Частина афганських моджахедів після закінчення війни в середині 1990-х років поповнила ряди руху " Талібан ", інша — загони " Північного альянсу ". Слово " моджахед " — арабського походження («муджахід», множина «муджахіддін»), буквально означає «борець за віру», одночасно будучи найменуванням учасника джихаду або заколотника (повстанця). Радянська Армія і афганська влада називали їх душманами (дарі دشمان — dušman, душмон, пушту دښمان — duxman, dušman — «ворог»), або просто бунтівниками, а радянських солдат афганці іменували шураві (дарі شوروی — šuravî, шӯравӣ — «радянський»). Радянські солдати часто, в побуті, вживали для їх позначення жаргонне слово «духи» — похідне від «душмани».
Моджахеди (душмани) носили той же традиційний афганський одяг, що і місцеве населення, зовні нічим з нього не виділяючись (сорочки, чорні жилетки, чалма або паколь).

## Ідеологія і стратегія афганських душманів (моджахедів)
- Головною лінією і основою політичної платформи в пропаганді ідеології душманів була декларація основного принципу: "Обов'язок кожного афганця — захищати від невірних свою Батьківщину — Афганістан і свою віру — священний іслам ".
- Об'єднання під прапором священного ісламу всіх правовірних мусульман: «… В ім'я Аллаха, обов'язком кожного благовірного мусульманина є священна війна — Джихад, для цього йому слід йти і вбивати невірних, тільки тоді його душа зможе увійти у браму раю»[3].
- Духовні і політичні лідери душманів приділяли особливе значення веденню політичної пропаганди та агітації в рядах збройних загонів і серед місцевого населення. Політичними партіями моджахедів і зарубіжними спонсорами на ці цілі витрачалися значні кошти.
- У пропагандистській боротьбі за підтримку місцевого населення душманами була здобута беззастережна перемога.
- Моджахеди в рамках рішення найближчих бойових завдань діяли в складі різних за масштабом груп: невеликих мобільних загонів, значних за чисельністю угруповань і великих формувань.
- Іноді різні за чисельністю, боєздатностю, оснащеностю і ступеню організації збройні формування, крім головної мети — вигнання «шураві» і повалення чинної влади, переслідували свої приватні та фінансові інтереси.
- Часто внутрішні протиріччя між політичними партіями, їх лідерами і ватажками (польовими командирами), пов'язані з розділом сфер впливу і перевагою в розподілі зарубіжної спонсорської допомоги, приводили до збройних зіткнень між самими душманами.
- Однак, незважаючи на різні протиріччя, пов'язані спільною метою моджахеди були здатні оперативно мобілізувати значні сили і засоби, організовуючи єдину взаємодію формувань для ведення масштабних бойових дій на широкому фронті, як єдине воєнізоване об'єднання.
- Щороку чисельність членів збройних формувань душманів, починаючи з кінця 1979 року — моменту введення ОКСВА, росла в геометричній прогресії. До моменту виведення ОКСВА в 1989 році вона перевищувала 250 тисяч чоловік.
- На всьому протязі війни 1979—1989 років в урядових колах, в рядах командування армії, МГБ, МВС ДРА, серед місцевого населення моджахеди мали широко розгалужену і добре організовану розвідувальну мережу.
- Метою ведення збройної боротьби моджахедів з ОКРВА, державною владою і збройними силами ДРА було виведення радянських військ і повалення прорадянського урядового режиму в Афганістані.

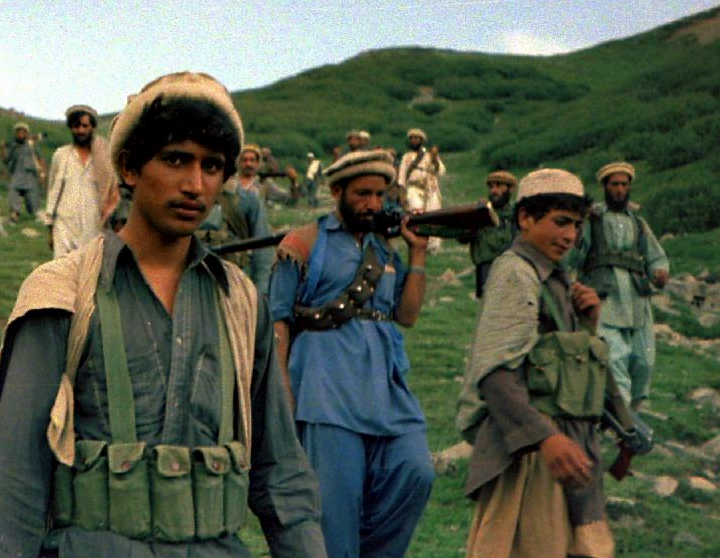
Моджахеди (душмани) переходять афгано-пакистанський кордон, 1985 рік.

## Тактика
Тактика ведення бойових дій — партизанська. Головними принципами управління бойовими діями моджахедів були:
- ухилення від прямих зіткнень з переважаючими силами регулярних військ;
- не звернення бойових дій в позиційну війну,
- відмова від закріплення і утримання зайнятих районів протягом тривалого часу;
- раптові напади

Збройне протистояння умовно поділялося на три стадії:
- Організований опір з неактивною формою бойових дій, утримання окремих пунктів і районів, проведення широких агітаційно-пропагандистських заходів серед населення та залучення його на свою сторону.
- Нарощування активності бойових дій за рахунок диверсій і терактів, здійснення нальотів на гарнізони і пости урядових військ, напади на колони. Основна мета — захоплення зброї, боєприпасів і різних матеріально-технічних засобів.
- Повне і повсюдне знищення противника.

## Озброєння

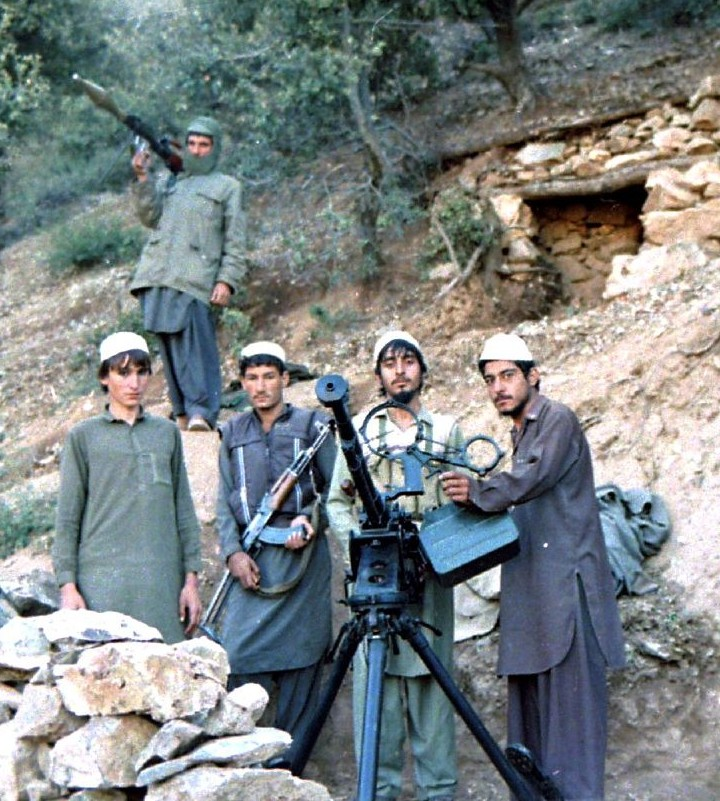
Моджахеди ІЗА, озброєні ДШК, АКМС і РПГ-7, 1987 рік

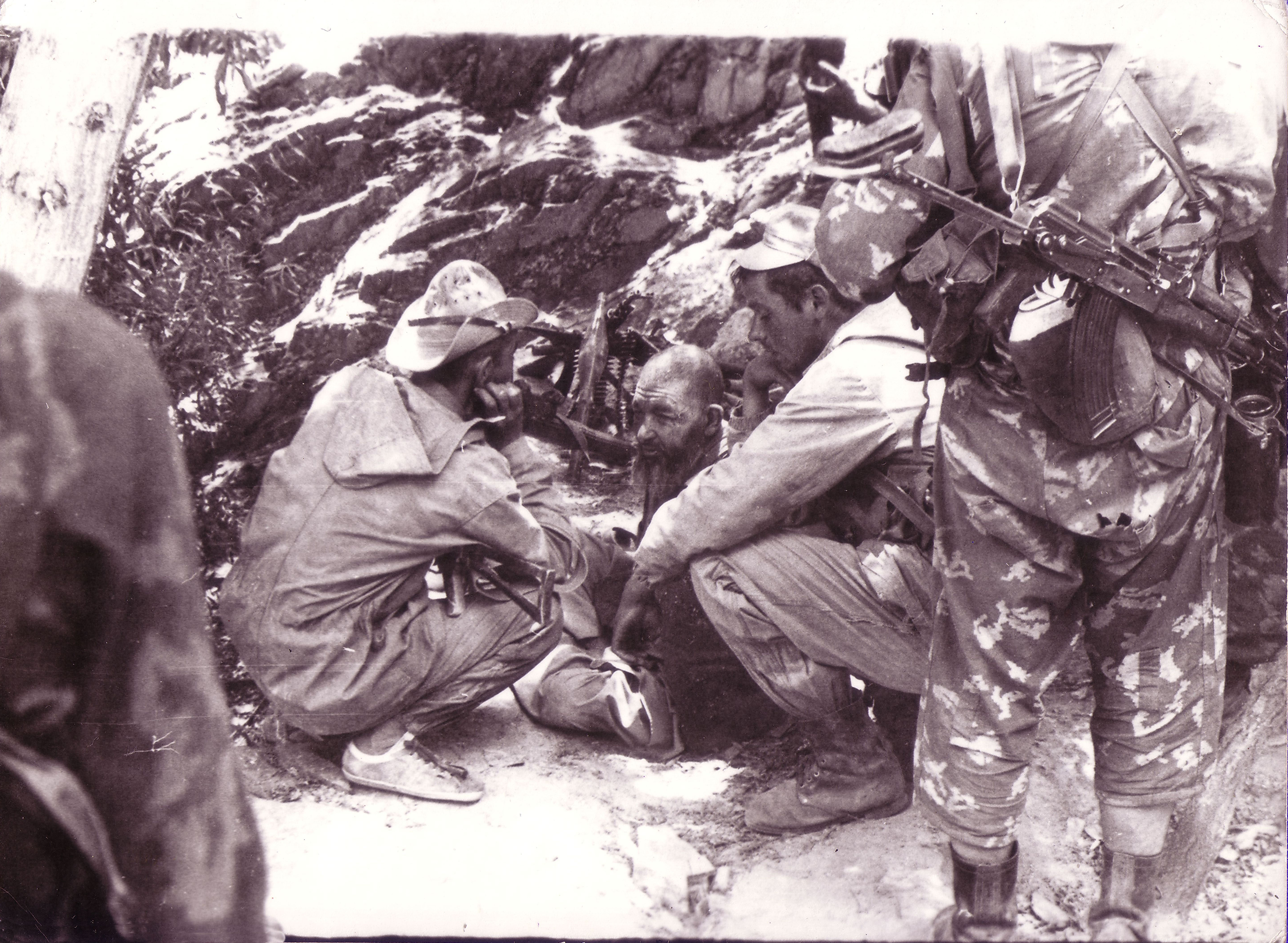
Моджахед, полонений радянським десантом в Афганістані

Велика частина зброї моджахедів була виробництва Китаю і СРСР.
- гвинтівки БУР (Лі-Метфорд і Лі-Енфілд (Lee-Metford. Mk.I, II, Lee-Enfield Mk I, I *)) — десятизарядні гвинтівки калібру .303 дюйма (7,71х56 мм) виробництва Англії 1890—1905 рр.;
- Автомати Калашникова 7.62 мм виробництва Китаю, Єгипту, СРСР;
- автоматичні гвинтівки М-16А1 виробництва США;
- автомати виробництва ФРН, Ізраїлю, Англії, Швеції ;
- великокаліберні кулемети ДШК калібру 12,7 мм виробництва Китаю;
- ручні протитанкові гранатомети РПГ-2, РПГ-7 виробництва СРСР, Китаю, «Фольскнет» — Швейцарія, «Лянце-2» — Німеччина, " M72 LAW " — США, «Сарпак» — Франція, «Пікет» — Ізраїль ;
- безвідкатні гармати калібру 75 мм і 82 мм виробництва Китаю, Пакистану і США;
- міномети — 60 і 82 мм;
- Китайські ПУРС;

Засоби ППО :
- Зенітно-гірські установки ЗДУ, ЗУ-23-2, ЗУ-23-4 виробництва Китаю, СРСР, Чехословаччини;
- Зенітні гармати малого калібру " Ерлікон ";
- Переносні зенітно-ракетні комплекси ПЗРК " Стріла-2 " — СРСР, Китай, Єгипет, " Джевелін ", " Блоупайп " — Англія, " Стінгер ", " Redeye " — США;

Різні типи мін, в тому числі протитанкові (ПТМ) і протипіхотні (ПМ) і фугаси ;
- Італійські міни (TS -1, TS-2,5, TS-1,6, TS-50, SH-55);
- Американські — М-19, М 18А-1, ДСМЕ-С, «Клеймор»;
- Шведські — М-102, Англійські МАК-7, а також чехословацького і радянського виробництва.

## Союзники моджахедів
- США в особі ЦРУ.
- Велика Британія в особі МІ-6.
- ОАЕ, а також деякі організації і приватні особи в інших арабських країнах.
- Пакистан був своєрідним каналом передачі американської допомоги; власна ж підтримка виражалася головним чином у наданні місця для тренувальних таборів і таборів для радянських військовополонених на своїй території, а також в участі пакистанських інструкторів в підготовці моджахедів.
- Іран (надавав підтримку шиїтській частині афганських моджахедів, які базуються на заході країни уздовж кордону з Іраном, а також загонам афганських моджахедів, що складаються з числа хазарейців-шиітів і хазарейців-ісмаїлітів, що проживають в центральній частині Афганістану провінціях Баміан і Дайкунді, в провінції Баглан на півночі країни).
- КНР постачала моджахедам зброєю, поставляючи його через Пакистан.
- Єгипет — поставки моджахедам зброї, фінансова допомога.

## Джерела постачання та фінансування

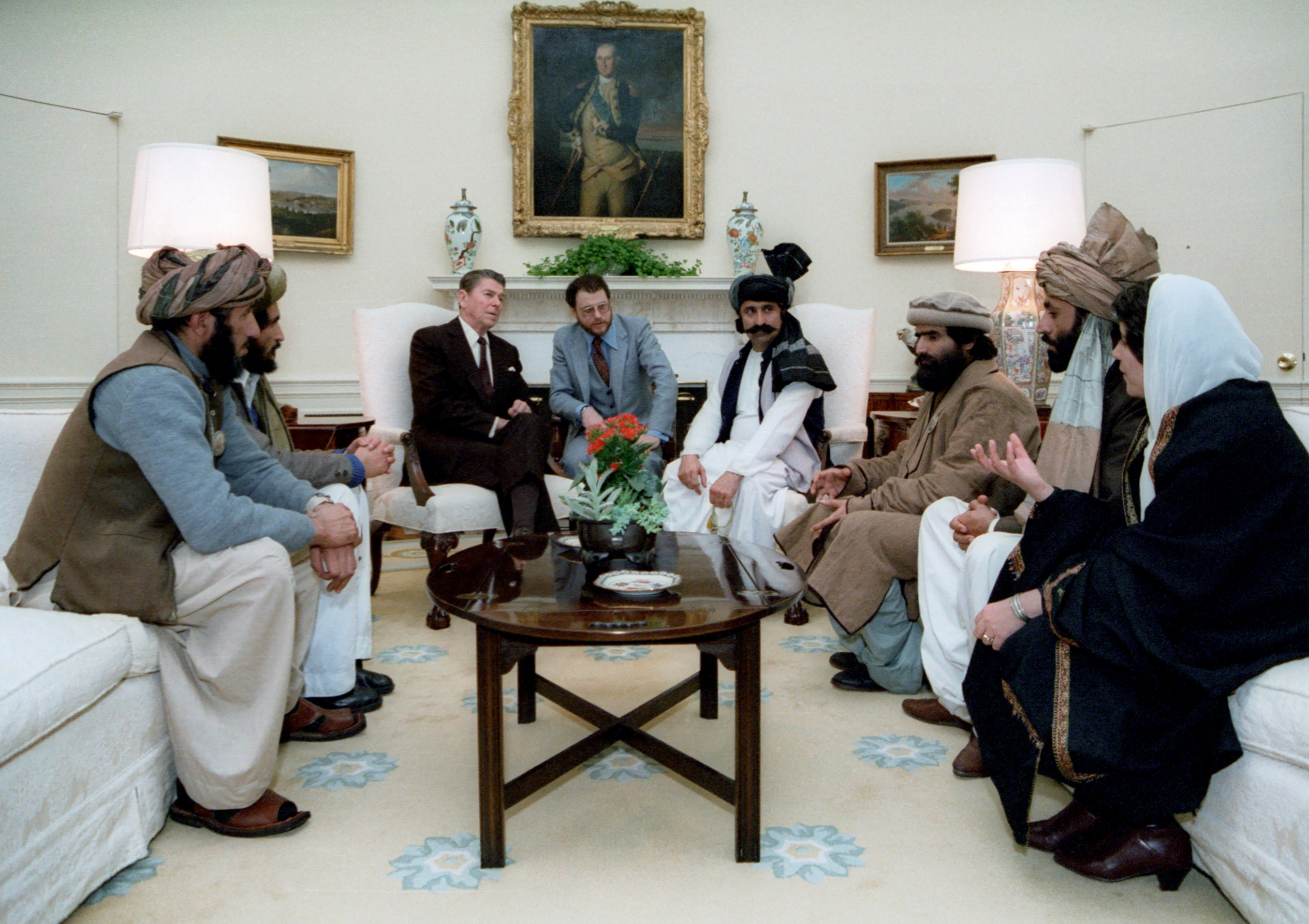
Президент США Рональд Рейган зустрічається з делегацією афганських моджахедів в Білому домі в 1983 році